# جان گودیسون (موسیقی‌دان)
جان گودیسون (به انگلیسی: John Goodison) (زاده ۲۳ اوت ۱۹۳۸) آهنگساز و موسیقی‌دان انگلیسی بود.
او قبلاً عضو گروه برادرهود آف من بود.